# Tornicio Contoleone
Contoleone Tornicio (fl. XI secolo) è stato un generale bizantino che fu strategos di Cefalonia, poi catapano d'Italia dal maggio al settembre 1017.

## Biografia
Levon Tornikos o Tornikian di origine armena, entrato nell'esercito bizantino, successivamente divenne strategos di Kephalenia. Nel 1010 accompagnò in Puglia il nuovo catapano Basilio Argiro il Mesardonite.

Thema del Catepanato verso l'anno 1000.

Nel 1016 il catapano Basilio morì e l'imperatore bizantino Basilio II lo sostituì con Contoleone nominando questi catapano. Egli arrivò a Bari nel maggio del 1017 ma nel frattempo Melo di Bari, appoggiato dai Normanni, aveva organizzato una nuova rivolta. A maggio Contoleone diede il comando dell'esercito bizantino a Leone Passiano che si scontrò con Melo presso il fiume Fortore ad Arenula; la battaglia ebbe esito incerto, secondo Guglielmo di Puglia, o fu una vittoria per Melo, secondo Leone Ostiense. Visto comunque l'esito non positivo della battaglia, Tornicio Contoleone decise di prendere egli stesso il comando dell'esercito, che condusse presso Civita, dove ci fu una seconda battaglia contro Melo; quest'ultimo vinse, anche se Lupo Protospata e un cronista anonimo dicono che fu Melo a essere sconfitto. A giugno, nei pressi di Troia, Contoleone fu nuovamente sconfitto da Melo: secondo le fonti Tornicio avrebbe abbandonato ignominiosamente il campo di battaglia (fuit inde secutus Turnicius, sed terga dedit victusque recessit, scrive Guglielmo di Puglia). Melo si trovò così la strada aperta fino a Trani, dove arrivò a settembre. Vista l'inettitudine dimostrata, Basilio II depose Contoleone in favore di Basilio Boioannes.